# Charles Logue
Charles Logue, de son vrai nom Charles A. Logue, est un scénariste et un réalisateur américain né le 8 février 1889 à Boston (Massachusetts) et mort le 2 août 1938 à Venice (Californie).

## Biographie
Après son diplôme au Boston College, Charles A. Logue devient journaliste pour le New York World et le New York Tribune. Il commence à travailler comme scénariste dans les années 1910, et réalise lui-même trois films au cours des années 1920. 
Les scénarios qu'il écrit servent surtout à des films de série B, mais il est aussi connu pour avoir supervisé le scénario du film de Tod Browning Dracula.

## Filmographie

### Comme réalisateur
- 1920 : Man and Woman
- 1922 :  The Woman Who Fooled Herself (en)
- 1923 : The Tents of Allah

### Comme scénariste
- 1916 : The Feud Girl de Frederick A. Thomson
- 1917 : The Hidden Hand de James Vincent
- 1918 : Too Fat to Fight d'Hobart Henley
- 1918 : The Service Star de Charles Miller
- 1918 : My Four Years in Germany de William Nigh
- 1919 : A Scream in the Night de Leander de Cordova et Burton L. King
- 1919 : The Lost Battalion de Burton L. King
- 1919 : Beware! de William Nigh
- 1920 : Even as Eve de Chester De Vonde et B.A. Rolfe
- 1921 : Miss 139 de B.A. Rolfe
- 1922 : L'Eau qui dort (Heroes and Husbands) de Chester Withey
- 1932 : The Menace de Roy William Neill
- 1923 : Ponjola de Donald Crisp ou James Young
- 1933 : Black Beauty de Phil Rosen
- 1925 : La Bonne du colonel de Charles F. Reisner
- 1925 : Les Limiers de Herman C. Raymaker
- 1925 : Le Train poste de George W. Hill
- 1925 : Straight Through (en) d'Arthur Rosson
- 1926 : Prisonniers de la tempête (Prisoners of the Storm) de Lynn Reynolds
- 1926 : Dangerous Friends de Finis Fox
- 1926 : Unknown Treasures d'Archie Mayo
- 1926 : Her Man o' War de Frank Urson
- 1926 : Le Signal dans la nuit de Lynn Reynolds et Clifford Smith
- 1926 : The Love Toy d'Erle C. Kenton
- 1926 : His Jazz Bride de Herman C. Raymaker
- 1927 : Les Voleurs volés d'Edward Laemmle
- 1927 : The Thirteenth Juror d'Edward Laemmle
- 1927 : Sur la piste blanche d'Irvin Willat
- 1927 : Red Clay d'Ernst Laemmle
- 1927 : The Claw de Sidney Olcott
- 1927 : Held by the Law d'Ernst Laemmle
- 1927 : McFadden's Flats de Richard Wallace
- 1928 : The Grip of the Yukon d'Ernst Laemmle
- 1928 : The Heart of a Follies Girl de John Francis Dillon
- 1929 : The Drake Case d'Edward Laemmle
- 1929 : L'École du courage de William Wyler
- 1929 : Man, Woman and Wife d'Edward Laemmle
- 1930 : La Tourmente de William Wyler
- 1931 : The Deceiver (en) de Louis King
- 1931 : Homicide Squad d'Edward L. Cahn et George Melford
- 1934 : Ticket to a Crime de Lewis D. Collins
- 1934 : Wagon Wheels de Charles Barton
- 1934 : Embarrassing Moments (en) d'Edward Laemmle
- 1935 : Make a Million de Lewis D. Collins
- 1935 : The Hoosier Schoolmaster (en) de Lewis D. Collins
- 1935 : Home on the Range d'Arthur Jacobson
- 1936 : Conflit de David Howard
- 1936 : It's Up to You de Christy Cabanne
- 1937 : Dans les mailles du filet (Renfrew of the Royal Mounted) de Albert Herman
- 1937 : The Wildcatter de Lewis D. Collins
- 1938 : Crime Takes a Holiday de Lewis D. Collins
- 1938 : On the Great White Trail d'Albert Herman